# Société des mines de cuivre de Catemu
La Société des mines de cuivre de Catemu fut la première grande entreprise internationale à exploiter les gisements de cuivre du Chili, et devint dès le début du XXe siècle le premier producteur mondial de cuivre.

## Histoire

### Fondation
Fondée en 1899 par l'appel à des capitaux français et belges, la Société des mines de cuivre de Catemu vise à profiter des nouvelles techniques de transformation du minerai de cuivre découvertes aux États-Unis, dans le Montana, au milieu des années 1890 et testées au Chili en 1896 à El Cobre de Melon, mine située dans la Province de Quillota.
La société franco-belge dispose dès sa création d'un capital de cinq millions de francs, considérable pour l'époque. Implantée principalement au Chili, son siège social est à Bruxelles au 50 boulevard de la Senne, avec aussi des bureaux à Paris au 50 boulevard Haussmann. Elle a pour actionnaire et président l'ingénieur Georges de la Bouglise, diplômé de l'École centrale des arts et manufactures, qui dispose d'une solide expérience dans le cuivre : il a fondé en 1881 la Société anonyme des mines de Lexington, à Butte (Montana), puis en 1884 la Compagnie du Boléo, pour exploiter un gisement de cuivre du Mexique.

### Acquisitions
- Dès sa création, la société de Catemu prend le contrôle de la mine de cuivre d'El Soldado, dans la province d'Aconcagua, à 145 kilomètres au nord de Santiago du Chili[2]. Cette dernière est exploitée depuis la forte croissance économique mondiale des années 1830 et produit du minerai dont la teneur en cuivre est évaluée à 10 %.

- Le site racheté par la Société des mines de cuivre de Catemu inclut aussi les mines de Los Mantos (teneur en cuivre de 4,5 %), Las Vacas et El Salado (teneur en cuivre de 10 %). Cette dernière était exploitée depuis 1816. Une fois la demande mondiale de cuivre remise du choc de la Crise boursière de 1825, l'exploitation y reprend, sous forme de petites compagnies dispersées. La presse spécialisée en compte pas moins de 63 en 1883[3]. Elle aura bénéficié au cours de ses trente premières années de production d'un minerai à très forte teneur en métal rouge, de l'ordre de 25 %[3].
- La nouvelle société reprend aussi la mine "El Cobre de Melon", située dans la Province de Quillota, ouverte dès 1886, équipée d'un four d'affinage du minerai. Un nouveau four, plus moderne, sera installé à la « Poza », près de Chagres, à 90 km de Santiago, sur un site qui extrait du soufre et un troisième construit à la mine d'El Soldado en 1915. Du coke est importé d'Allemagne pour la combustion.

### Effectifs, concurrence et expansion rapide
À sa fondation en 1899, la Société des mines de cuivre de Catemu emploie 800 ouvriers. Grâce aux usines de fonte du cuivre de « Melon » et de la « Poza », la société franco-belge a produit environ 16 000 tonnes de cuivre en 1903, exportées par le chemin de fer. Elle s'emploie à reconstruire le port de Valparaíso après le séisme de 1906 et multiplie sa production par plus de deux, à 40 000 tonnes de minerai d'une teneur de 4,5 % de cuivre, en 1908, soit l'équivalent des 44 000 tonnes de cuivre produites au total par le Chili en 1880, site d'El Soldado inclus.
La compagnie sera concurrencée à partir de 1908 par la Société des mines de cuivre de Naltagua (SNCM), fondée par le comte Bernard de Saint-Seine avec un capital de dix millions de francs, pour travailler les mines de cuivre de Naltagua, situées non loin, des gisements à teneur modeste, environ 4 % de cuivre, qui seront moins compétitives, dans cette période d'expansion, en raison de leur manque de capacité d'affinage.

### Le rôle pionnier dans la valorisation des réserves chiliennes
Même si elles disposaient d'immenses réserves de minerais, les coûts de production considérables freinèrent le développement des mines chiliennes en général, jusqu'aux années 1910. De nouvelles méthodes d'affinage du minerai seront aussi utilisés sur le site de Chuquicamata, plus au nord, dans la Province de Los Andes (Chili), près de la ville de Los Andes (Chili), racheté en 1912 par l'entreprise des frères Daniel Guggenheim et Simon Guggenheim.
Dans cette course à la valorisation des nouvelles ressources, la Société des mines de cuivre de Catemu fut en avance grâce à d'excellents procédés pyrotechniques de transformation : dès la période 1903-1911, ils lui permirent de quadrupler sa production moyenne annuelle de cuivre raffiné, à 1 950 tonnes contre 507 tonnes sur la période 1901-1902, puis de progresser encore, plus modestement, à 2 076 tonnes sur la période 1912-1913. Cette expansion, par son succès exemplaires, a stimulé les recherches à El Teniente en 1905 puis Chuquicamata en 1912.
Le monde minier découvre alors le "miracle" du cuivre chilien. L'entreprise Braden Copper, fondée en 1904 par Barton Sewell et William Braden, construit en 1905 la ville de Sewell (Chili), afin d'héberger les travailleurs d'El Teniente, qui deviendra la plus grande mine souterraine de cuivre du monde, avec bientôt 15 000 habitants, à plus de 2 000 mètres d'altitude, dans une partie reculée de la cordillère des Andes. Le site sera racheté en 1916 par la Kennecott Utah Copper rail line, future Rio Tinto.

### Les investissements français dans les infrastructures chiliennes
Entretemps, le Chili tente d'étendre ses voies ferrées et d'améliorer l'état de ses ports par l'appel à des capitaux français. La section Calera-Copiapo du chemin de fer parallèle à la côte Pacifique, long de 600 kilomètres, sera construite par des Français, de même que le port de San Antonio (Chili), au sud de Valparaíso, la seconde cale sèche du port militaire de Talcahuano, ou encore les Hauts fourneaux et aciéries du Chili installés à Corral. Le Chili est par ailleurs client de Schneider, propriétaire de la Société des Forges et Ateliers du Creusot (SFAC, appelée aussi "les Établissements du Creusot") pour les ponts et les viaducs et de la Société de construction des Batignolles, devenue Spie Batignolles, pour les travaux de canalisation qui permettront à la ville de Santiago d'être complètement assainie, amenant une baisse de la mortalité infantile.

### De nouveaux propriétaires après 1925
En 1925, à la suite de la baisse des cours du cuivre, la Société des mines de cuivre de Catemu devient filiale de la société franco-belge Compagnie minière du M'Zaïta. Celle-ci produira jusqu'à 100 000 à 130 000 tonnes de phosphate de chaux par an sur son gisement d'Algérie, découvert à la fin du XIXe siècle, près de Sétif. Cette dernière sera elle-même rachetée en 1960 par la Société minière et métallurgique de Peñarroya, qui devient ainsi un important producteur de cuivre, avec environ 25 000 tonnes par an en 1963, grâce à ses trois sites miniers au nord de Santiago, la mine de Disputada (70 km de la capitale), celle d'El Soldado et la fonderie de la « Poza », près de Chagres. L'extraction réalisable y est cependant le plus souvent limitée par la présence de minéraux de cuivre peu flottables.

### Chronologie des débuts du cuivre chilien
- 1886 : ouverture de la mine « El Cobre de Melon »
- 1891 : le Chemin de fer Mendoza à Valparaiso s'arrête au pied de l'Aconcagua
- 1891 : capture de Calama lors de la guerre civile, les petites mines des loyalistes à Chuquicamata confisquées
- 1891 : option des Rothschild sur Anaconda Copper, qui a installé la première raffinerie électrolytique
- 1894 : Exposition universelle de Santiago, focus sur les technologies électrolytiques
- 1895 : les Rothschild achètent 25 % d'Anaconda Copper pour 7,5 millions de dollars
- 1896 : mise en fonctionnement du four électrolytique de la mine "El Cobre de Melon"
- 1899 : création de la Société des mines de cuivre de Catemu
- 1900 : la part de l'offre mondiale venant États-Unis est passée de 20 % à 43 % et culminera à 57 % entre 1900 et 1910[8].
- 1903 : la Société des mines de cuivre de Catemu quadruple sa production grâce à ses procédés pyrotechniques
- 1906 : la Société des Mines et Usines de Cuivre de Chanaral (SMUCC) reprend les mines de Chanaral Atacama
- 1906 : la SMUCC y produit 2,5 millions de livres de cuivre, contre 4 millions pour la Société des mines de cuivre de Catemu
- 1908 : difficultés de la Braden Copper, injection de capital de Daniel Guggenheim et Simon Guggenheim
- 1910 : le Chemin de fer Mendoza à Valparaiso mis en service
- 1910 : William Braden rencontre l'industriel Albert C. Burrage, qui a envoyé des ingénieurs à Chuquicamata
- 1911 : ils commencent à racheter les nombreuses mines concurrentes opérant sur le site
- 1912 : Daniel Guggenheim et Simon Guggenheim rachètent 25 millions de dollars la part d'Albert C. Burrage dans Chuquicamata, créent Chilex
- 1913 : création de l'Andes Copper Mining par William Braden
- 1916 : Anaconda Copper reprend l'Andes Copper Mining
- 1916 : Kennecott Utah Copper rail line rachète El Teniente à la Braden Copper
- 1922 : l'Anaconda Copper rachète à la famille Guggenheim la mine de Chuquicamata
- 1922 : l’union des forces populaires au pouvoir au Chili, Arturo Alessandri créé une taxe de 12 % sur les bénéfices des sociétés minières
- 1924 : émission obligataire de l'Anaconda Copper pour relancer l'Andes Copper Mining
- 1924 : Coup d'État de 1924 (Chili)
- 1925 : la Société des mines de cuivre de Catemu devient filiale de la société franco-belge Compagnie minière du M'Zaïta
- 1927 : le dictateur militaire Carlos Ibáñez del Campo suspend les élections, négocie avec William Braden pour les compagnies étrangères